# Alex Cross
Alex Cross é um filme de ação estadunidense, estrelado por Tyler Perry como o personagem-título e Matthew Fox como o vilão. O filme é dirigido por Rob Cohen baseado em um roteiro adaptado por Marc Moss e Williamson Kerry. Cross foi anteriormente interpretado por Morgan Freeman em Beijos Que Matam (1997) e Along Came a Spider (2001). Em 2010, Idris Elba foi cotado para estrelar, mas foi substituído por Tyler Perry. As filmagens ocorreram em 2011. O filme foi lançado em 19 de outubro de 2012 no Estados Unidos e 7 de dezembro de 2012 no Brasil.
Baseado na obra de James Patterson, Alex é um detetive de homicídios que é empurrado para a beira de seus limites morais e físicos ao se emaranhar com um assassino em série extremamente habilidoso e especialista em tortura e dor.

## Elenco
- Tyler Perry como Dr. Alex Cross
- Matthew Fox como Picasso
- Edward Burns como Tommy Kane
- Rachel Nichols como Monica Ashe
- Cicely Tyson como Nana Mama
- Carmen Ejogo como Maria Cross
- Stephanie Jacobsen como Fan Yau Lee
- Giancarlo Esposito como Daramus Holiday
- Yara Shahidi como Janelle Cross
- John C. McGinley como Richard Brookwell
- Jean Reno como Leon Mercier
- Ingo Rademacher como Officer Sacks

## Produção
Nesse filme as histórias de Alex Cross sofrem um recomeço. O projeto foi reiniciado em 2010, quando começou um  desenvolvimento do roteiro de Williamson e Patterson. David Twohy foi escalado como diretor, com a responsabilidade de reescrever o roteiro. Em agosto de 2010, Idris Elba foi escolhido para interpretar Alex Cross.
Em dezembro de 2010, QED International comprou os direitos e o roteiro inicial de Williamson e Patterson. Em janeiro de 2011, Tyler Perry substituiu Elba no elenco. Cohen foi contratado como diretor  e Marc Moss, que trabalhou nos filmes anteriores de Alex Cross, para revisar o roteiro . Com um orçamento de produção de US $ 35 milhões, as filmagens começaram em 8 de agosto de 2011, em Cleveland, Ohio, e durou até 16 de setembro de 2011. Locações no nordeste de Ohio que serviu de cenário para Detroit, Michigan, onde o personagem trabalha para o Departamento de Polícia local .